# Протокол BFD
BFD (англ. Bidirectional Forwarding Detection) - мережевий протокол для виявлення помилок з'єднання між двома маршрутизаторами шляхом передачі посилання з обох сторін, що дозволяє скоротити час виявлення проблеми до 50мс. Він забезпечує виявлення збоїв навіть на фізичних носіях, які не підтримують виявлення збоїв по протоколах Ethernet, віртуальних каналів, тунельних протоколах та MPLS.
Необхідність миттєвого виявлення несправності зв'язку між суміжними системами для швидкого створення альтернативних шляхів стає все більш важливою особливістю мережевого обладнання.
Є ситуації, коли використовувані протоколи маршрутизації не відразу виявляють порушення суміжності, в результаті чого, при великому навантаженні на мережу, подібна «неквапливість» може позначитися на якості сервісу. Дуже часто, наприклад, на інтернет майданчиках, з'єднання відбувається через проміжний комутатор. При падінні зв'язку між другим роутером і комутатором це не буде виявлено першим роутером. Саме в такому випадку видалення маршруту з таблиці маршутизаціі залежатиме від налаштувань використовуваного протоколу. Наприклад, якщо взяти протокол BGP, то цей час може досягати 2-х хвилин.

## Стандарти
У червні 2011 року протокол BFD пройшов процес стандартизації RFC. RFC 5880 визначає протокол BFD для виявлення збою MPLS LSP,  IPv4 та IPv6. В RFC 5881 описано BFD в поєднанні з протоколом OSPF і IS-IS.